# Pfarrkirche Dietach

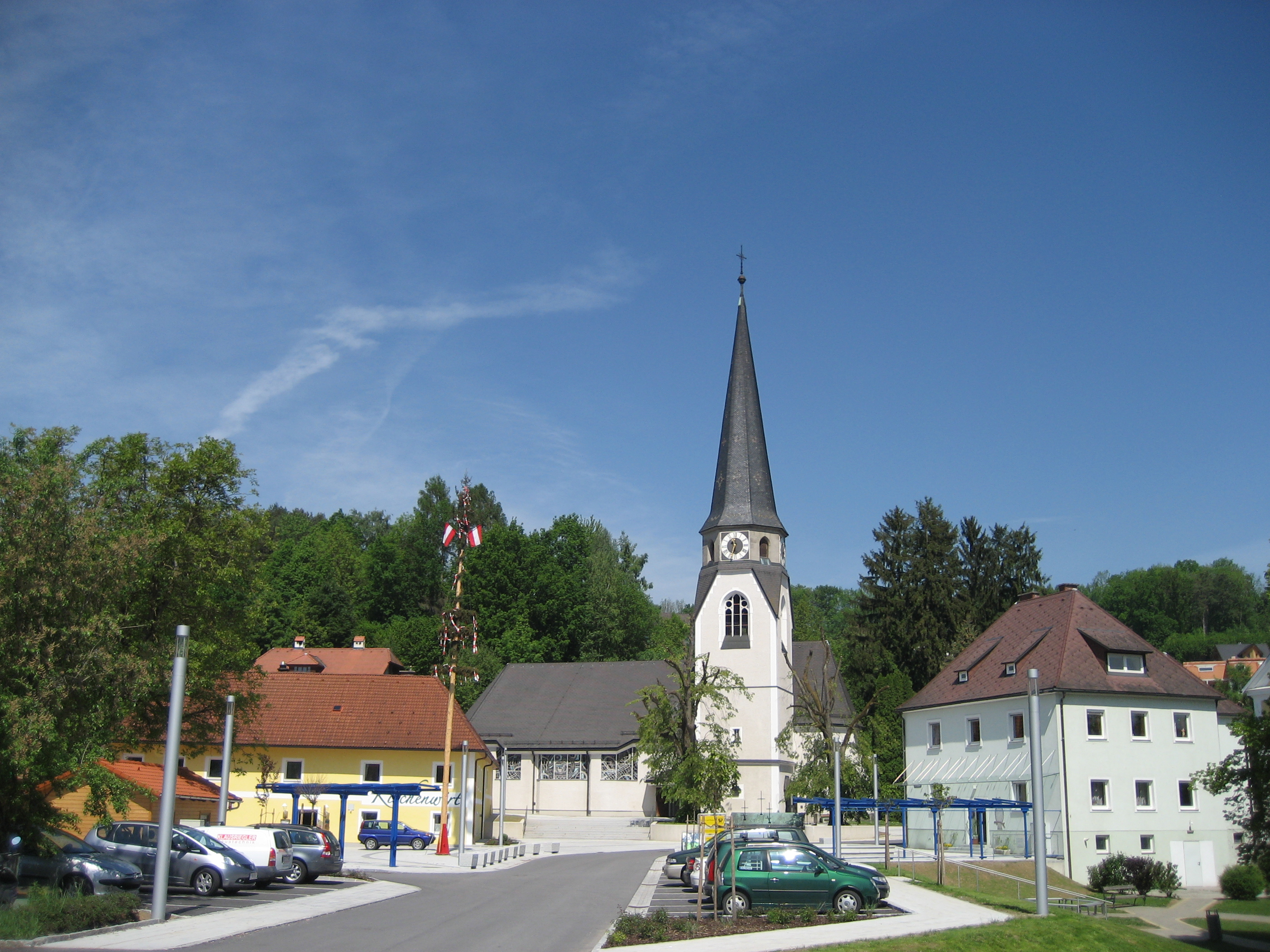
Pfarrkirche Hll. Peter und Paul in Dietach

Die römisch-katholische Pfarrkirche Dietach steht in der Ortschaft der Gemeinde Dietach im Bezirk Steyr-Land in Oberösterreich. Die dem Patrozinium der Heiligen Peter und Paul unterstellte Pfarrkirche gehört zum Dekanat Steyr in der Diözese Linz. Die Kirche steht unter Denkmalschutz (Listeneintrag).

## Geschichte
Eine Kirche wurde 1299 urkundlich genannt. Es wird aber angenommen, dass die Gründung auf den Hl. Bischof Rupert von Salzburg und das Jahr 695 zurückgeht, denn 777 ist die Stiftung zu Dietach und eine Petrus-Kapelle schon genannt.
Die gotische Kirche wurde 1687 restauriert und teils barockisiert und 1899 regotisiert. Das einschiffige fünfjochige Langhaus hatte zwei neue Westjoche, die drei östlichen waren kreuzgratgewölbt. Der einjochige Chor mit einem Fünfachtelschluss hatte Schlusssteine und Konsolen aus 1687. Die Einrichtung war neugotisch, der Taufstein gotisch. Der Turm im südlichen Chorwinkel hatte bis 1899 einen barocken Zwiebelhelm, heute trägt er einen achtseitigen Aufsatz mit einem Spitzhelm.
Aufgrund des schlechten baulichen Zustands der Kirche und des größeren Platzbedarfs wegen gestiegener Einwohnerzahl in Dietach, wurde die alte Kirche – bis auf den Turm – im Jahr 1980 abgetragen, und durch einen Neubau nach Plänen von Anton Zemann ersetzt, der im Jahr 1982 von Bischof Maximilian Aichern geweiht wurde. Die Altarraumgestaltung erfolgte durch den Bildhauer Peter Dimmel. Die von der Glasmalerei Schlierbach erstellten farbigen Glasfenster stammen von Rudolf Kolbitsch.